# ユーロビジョン・ソング・コンテスト2026
ユーロビジョン・ソング・コンテスト2026こと第70回ユーロビジョン・ソング・コンテスト（英語: Eurovision Song Contest 2026、フランス語: Concours Eurovision de la chanson 2026）は、2026年5月にオーストリア・ウィーンにて開催される。これは、2025年大会でオーストリアのJJが優勝したため、今大会はオーストリアが主催権を得たものであり、同国が主催するのは1967年大会・2015年大会以来、3度目である。